# Castillo de Nynäs
El Castillo de Nynäs es un castillo situado en la localidad de Tystberga, al sur de Estocolmo, Suecia.

## Historia

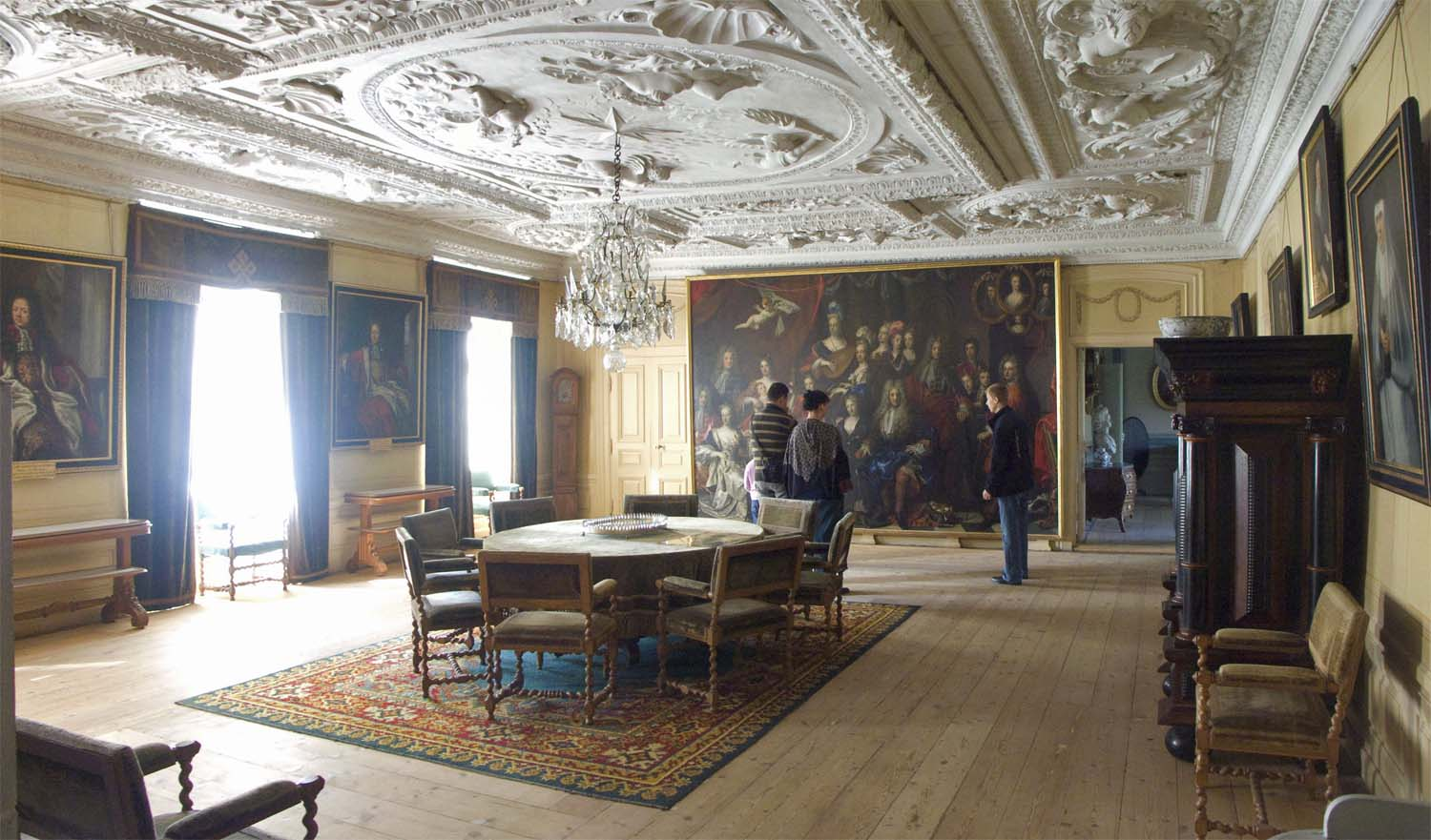
Interior del palacio de Nynäs.

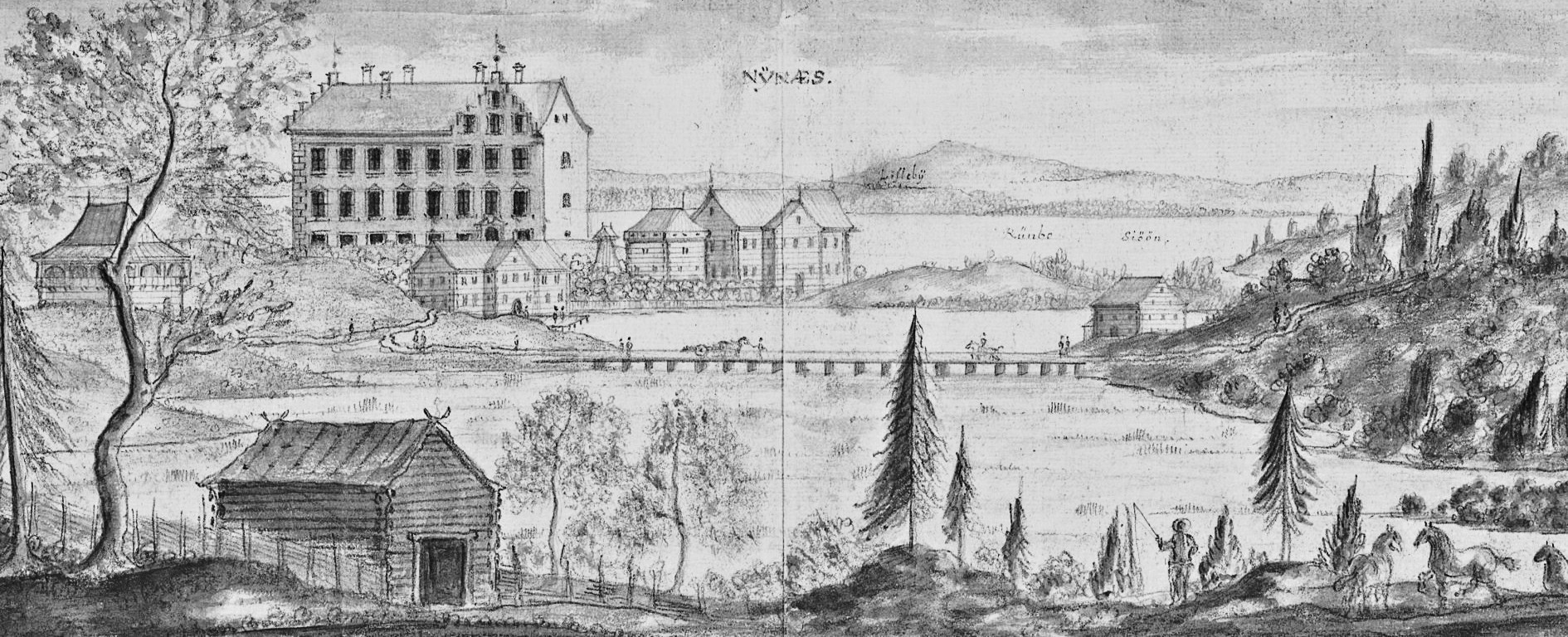
Impresión de 1663 por Erik Dahlbergh.

Hallazgos arqueológicos de la Edad de Bronce y la Edad de Hierro sugieren que el área en torno a Nynäs ha sido habitada por humanos por un extenso periodo de tiempo. La proximidad de la costa y la posibilidad de actividad agrícola son las razones más probable de los primeros asentamientos en el territorio. El lago de Rundbo adyacente estuvo una vez conectado al mar Báltico, funcionando como un a vía de navegación interior e ideal para el asentamiento en sus costas.
Durante los tiempos medievales, la nobleza sueca se estableció en Nynäs. La primera mención de la propiedad proviene de una carta de 1328, durante el tiempo en que vivía Birgitta “hija de Jon” y su marido, el caballero Peder Ragvaldson. Desde entonces la propiedad ha sido posesión de las familias aristocráticas suecas como los Grip, Gyllenstierna, Hildebrand y Bonde.
La familia Gripenstedt fue la última familia en poseer privadamente la hacienda de Nynäs. Vinieron a la región en la década de 1840 y permanecieron como propietarios de la mansión hasta 1984. Los descendientes de la familia todavía la visitan de tiempo en tiempo.
Desde 1984 la provincia de Sörmland ha asumido la responsabilidad por su cuidado y mantenimiento junto con su reserva circundante.

## La finca

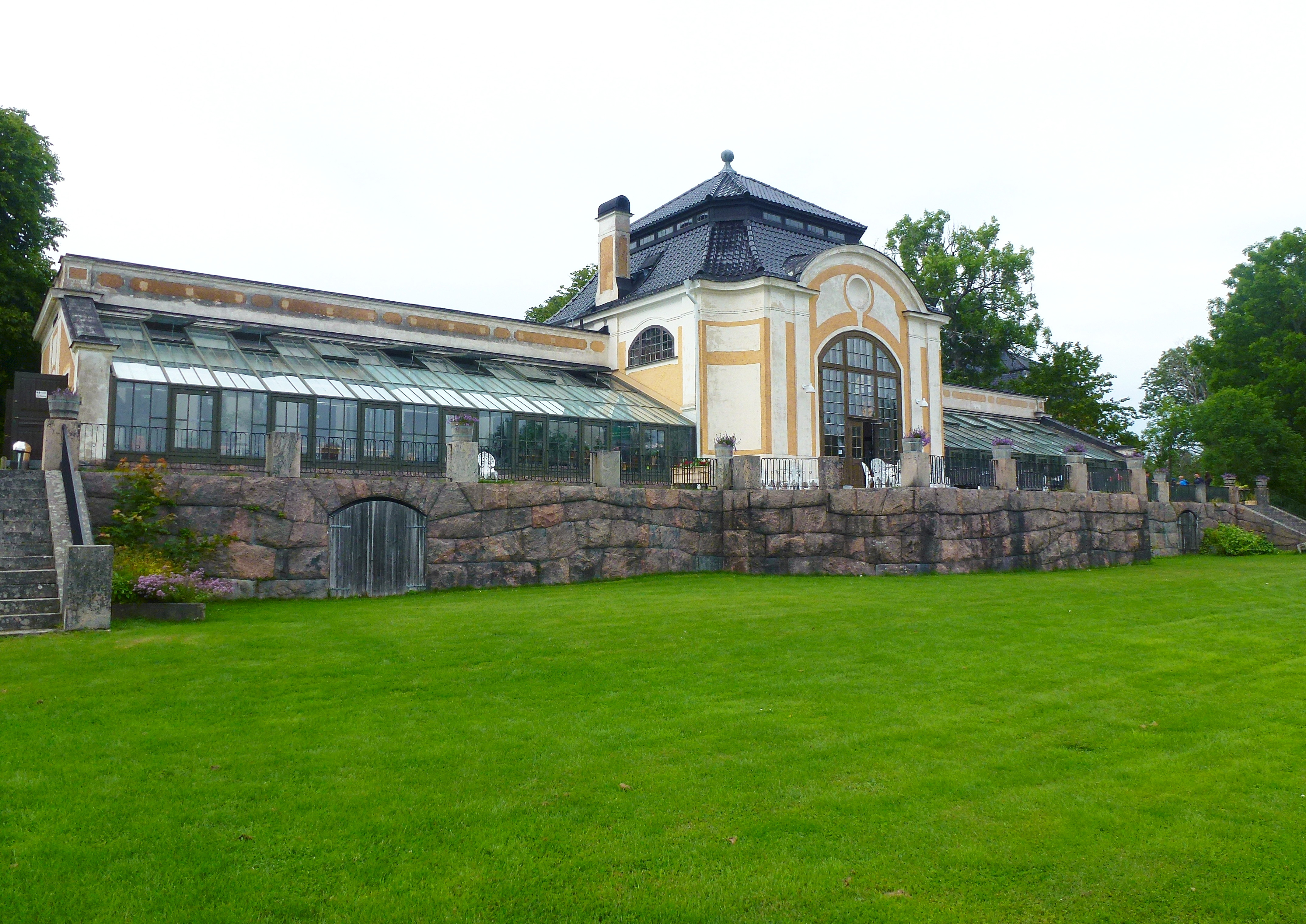
La Orangerie

El Castillo de Nynäs se encuentra a unos 80 km al sur de Estocolmo, entre las históricas poblaciones de Trosa y Nyköping. Su reserva natural es la mayor en la provincia de Södermanland, extendiéndose sobre 8070 acres de tierra.
La mansión fue construida por la familia Gyllenstierna a finales del siglo XVII y hoy es considerada una de las casas señoriales abiertas al público mejor conservadas de Suecia. El tour por la casa da una idea de cómo sería el estilo de vida aristocrático en una "casa de campo" sueca, desde finales del siglo XVII hasta principios del siglo XX.
La Orangerie de 1907, localizada en el parque del castillo, alberga un restaurante y una tienda botánica.